# Johann Ulrich Mayr
Johann Ulrich Mayr (1630-1704) est un peintre et graveur allemand de l'âge d'or de la peinture néerlandaise.

## Biographie
Johann Ulrich Mayr naît en octobre 1630 à Augsbourg en Bavière. Sa mère, Susanna Mayr, et son grand-père maternel, Johann Georg Fischer (en), sont tous les deux peintres,. Son père est un riche marchand local.
Il devient actif comme peintre à Amsterdam en 1648, où il devient l'élève de Rembrandt. Il s'installe l'année suivante à Anvers, où il devient l'élève de Jacob Jordaens,.
Il voyage ensuite en Grande-Bretagne puis en Italie, et revient s'installer définitivement à Augsbourg vers 1661, où il se marie en 1662.
Il meurt en novembre 1704 et est enterré le 6.

## Œuvre
Il peint principalement des portraits — en particulier de sujets portant des costumes historiques —, des scènes religieuses et de genre et a réalisé plusieurs eaux-fortes. Ses premières œuvres datent des années 1650, notamment son autoportrait (voir ci-contre), et l'influence de Rembrandt est notable.